# Слока, Виктор Карлович
Ви́ктор Ка́рлович Сло́ка (20 февраля 1932 — 13 декабря 2018) — советский и российский учёный в области радиотехники и радиоинформационных технологий, доктор технических наук, профессор. Герой Российской Федерации (1996), лауреат Государственной премии СССР (1979).

## Биография
Родился в Москве в семье бывшего латышского стрелка. По национальности — латыш. Окончил среднюю школу, в 1952 году — Московский приборостроительный техникум.
По распределению был направлен на оборонное предприятие «Завод № 339» (режимный «почтовый ящик», изготавливавший авиационное радиооборудование). В 1958 году окончил вечернее отделение Московского авиационного института по специальности «Радиотехника».
С 1965 года работал в Радиотехническом институте имени академика А. Л. Минца (РТИ). Последовательно занимал должности старшего научного сотрудника, начальника отдела, начальника научно-исследовательского отделения. С 1977 по 1996 годы — директор РТИ.
В 1964 году Слоке была присуждена учёная степень кандидата технических наук, в 1984 году — учёная степень доктора технических наук
В 1972 году назначен главным конструктором многофункциональной РЛС «Дон-2Н», которая на тот момент не имела аналогов в стране и опережала по большинству параметров самые передовые системы других стран. Её радиус действия составляет свыше 3000 километров. В 1978 году начались строительные работы, в 1989 году станция принята на вооружение. В 1996 году поставлена на боевое дежурство в составе системы противоракетной обороны центрального промышленного района России. РЛС расположена в Московской области, имеет вид усечённой пирамиды с основанием 130х130 метров.
С 1979 по 2010 годы — заведующий кафедрой радиофизики Московского физико-технического института, созданной на базе РТИ. Им сформирована научная школа по развитию теории и техники сложных радиоизмерительных и телекоммуникационных комплексов, а также систем обработки сложных сигналов.
В 1987 году присвоено звание профессора по кафедре радиофизики.

Надгробный барельеф на могиле Виктора Карловича Слоки на Федеральном военном мемориальном кладбище

В 1990 году В. К. Слока был избран действительным членом Академии технологических наук РФ, в 1991 году — действительным членом Академии инженерных наук имени А. М. Прохорова, в 1992 году — действительным членом Международной академии информатизации, в 1996 году — действительным членом Международной академии связи.
Указом Президента Российской Федерации от 28 декабря 1996 года Виктору Карловичу Слоке было присвоено звание Героя Российской Федерации.
Жил и работал в Москве. С 1998 года — генеральный конструктор ОАО «Радиотехнический институт имени А. Л. Минца», а с 2003 года одновременно генеральный конструктор АО «Концерн „РТИ-Системы“».
Похоронен на Федеральном военном мемориальном кладбище.

## Награды
- Медаль «Золотая Звезда» (1996).
- Орден Трудового Красного Знамени (1985).
- медали.
- Государственная премия СССР в области науки и техники (1979).